# Харви, Марк
Марк Ха́рви (англ. Mark S. Harvey; род. 17 сентября 1958) — австралийский зоолог, специалист по паукообразным. Старший куратор коллекции паукообразных в Музее Западной Австралии.

## Биография
В 1979 году окончил Университет Монаша в Мельбурне, где специализировался на кафедре зоологии. В 1983 году там же получил степень доктора философии за диссертацию по систематике ложноскорпионов (англ. Contributions to the systematics of the Pseudoscorpionida (Arachnida): the genus Synsphyronus Chamberlin (Garypidae) and the family Sternophoridae).
В течение следующих лет работал в Австралийской национальной коллекции насекомых (Канберра) и Музее Виктории (Мельбурн). С 1989 года — куратор коллекции паукообразных в отделе наземной зоологии Музея Западной Австралии в Перте, где стал руководителем исследовательского коллектива арахнологов.
Избирался вице-президентом Международного арахнологического общества и Международного биоспелеологического общества. C 2009 года — вице-президент Международной комиссии по зоологической номенклатуре.

## Научный вклад
Автор более чем 160 научных публикаций. Известен, прежде всего, как исследователь разнообразия и эволюции ложноскорпионов, однако также изучал представителей других отрядов паукообразных: шизомид, фринов, пауков, водных клещей.
Занимает должность редактора Records of the Western Australian Museum и ассоциированного редактора Journal of Arachnology and Invertebrate Systematics, а также член редакционных коллегий некоторых других научных журналов. 

## Награды и премии
- 1991: медаль Дэвида Эджуорта (Королевское общество Нового Южного Уэльса)[6]
- 2013: премия Бонне (Международное арахнологическое общество)[7]
- 2017: премия за выдающуюся карьеру (Общество австралийских биологов-систематиков)[8]